# Maria Hobbing
Maria Hobbing (* 1958 in Heidelberg) ist eine deutsche Malerin und Performerin.

## Leben
Maria Hobbing, Tochter des Bildhauers Edzard Hobbing, studierte zunächst Kunstgeschichte und Archäologie in Heidelberg und Hamburg, ehe sie 1986 mit einem Studium der Freien Kunst an der HfBK in Hamburg begann, das sie 1992 mit Diplom abschloss. Anschließend erhielt sie in Polen im Rahmen des Deutschen Akademischen Austauschdienstes ein Stipendium.
1992 wirkte Maria Hobbing am Aufbau des Künstlerhauses Sootbörn mit, in dem sie bis heute arbeitet. Sie war dort verschiedentlich erste Vorsitzende des Vorstands und Sprecherin (zuletzt 2013 bis 2017). 1998 nahm sie für vier Jahre einen Lehrauftrag an der Fachhochschule für Gestaltung in Hamburg an. Anschließend war sie bis 2017 als Mitarbeiterin in der Bildung & Vermittlung der Hamburger Kunsthalle tätig. Seit 2017 arbeitet sie als Dozentin an der Hamburger Kunsthalle.

## Werk
Maria Hobbing betätigt sich auf dem Gebiet der Malerei wie auch im Bereich Installation und Performance, die sie mit Texten und Materialien wie Acrylglas und Folien verbindet.
Im Bereich Malerei stellt sie bildnerische Prozesse dar, die im vorgegebenen Bildraum zu einer Verdichtung der Motive beitragen. Von persönlichen Erfahrungen ausgehend und unter aufmerksamer Beobachtung ihrer Umgebung findet sie thematische Ausgangspunkte, die durch eine meist stark reduzierte figürlich-gegenständliche Darstellungsweise und eine ins Abstrakte übergehende, gestisch-expressive Farbbehandlung verarbeitet werden. Auf diese Weise entstehen bildkünstlerische Formen als Metaphern erlebter Zeit-Erscheinungen. „Was mich interessiert, ist, mit meinen Bildern weiterzukommen, mit dem, was ich ausdrücken möchte als Ganzes, nicht nur Ausdruck sondern immer wieder Verschleierung. Ich könnte mit klar konzipierten Grundformen arbeiten und diese erste Setzung stehen lassen. Mich interessiert aber gerade das Wechselspiel zwischen dem Verhüllen und Deutlichmachen, dem Verschleiern – der Manipulation im Bild und als Bild.“ „Ich verschleiere, um Verschleierung aufzulösen, mit Verschleierung (durch)breche ich.“

## Rezeption
Nicht vom Gerüst im Bild, sondern vom Gerüst des Bildes würde ich bei Maria Hobbing sprechen. Ihre aus einer Vielzahl von Pinselzügen gebauten Bilder tragen oft architekturaffine Titel wie „Passage“, „Speicher“ oder „Hortus Conclusus“. Der durch die vertikalen, horizontalen und diagonalen Achsen eingehegte Blick wird auf verschiedene Weisen in die Tiefe geführt und dort gefangen, gebrochen, gespiegelt oder verfremdet entlassen. Denn den Bildtiteln zu einfach zu folgen und zu schnell in diesen Bildern Abbilder von Architekturräumen zu sehen, ist zwar möglich, aber eine Falle. In die sind bei manchen Bildern schon abstrakte Elemente geraten, die sich gleichwohl figürlich lesen lassen. Hajo Schiff, Einführung in die Ausstellung „Vernetzte Gerüste“, Kunst in der Fraktion, Oktober 2017.

## Auftragsarbeiten (Auswahl)
- 2003 Deckenbemalung des Loungebereichs im Le Meridien, Hamburg
- 2004 Glasarbeiten in den öffentlichen Sanitärbereichen des Le Meridien, Hamburg

## Kataloge und Publikationen
- 1995 Katalog, Maria Hobbing, Druckerei St Pauli,
- 1996 Kunststreifzüge, Verlag Dölling und Gallitz, Hamburg
- 2004 Katalog Kunstverein Ebersberg, gefördert von der Behörde für Kultur und Medien
- 2006 Katalog Kunstverein Heidelberg
- 2016 Hühnerhaus Volksdorf (5)

## Begleithefte zu Installationen
- 1992, Polster 121, Zeichnungen und Texte von A. Artaud, Hamburg
- 1993, Schweißnähte der Nervenwaage, Zeichnungen und Texte von A.Artaud
- 1994, H-AUS-WEG, Zeichnungen und Texte, Hamburg
- 1996, Quantisierter Garten, Zeichnungen und Texte, Hamburg
- 1998, Anna Selbdritt, Zeichnungen und Texte, Hamburg
- 2003, Verschleierte Körper, Fotos und Texte zur Ausstellung Versluited Gesichte, Amsterdam
- 2004, Transparente Körper, Heft zu Glasarbeiten – Schutzmantel- , München Ebersberg
- 2011, Concentration knots, Künstlerheft, Zeichnungen u. Texte v. Maria Hobbing, Hamburg
- 2016, Les petites chambres d’asile, Zeichnungen u. Texte zur Installation im Hühnerhaus, Hamburg
- 2017, In den Falten des Raums, Zeichnungen und Texte, Hamburg

## Ausstellungen (Auswahl)
- 2016 Bühnenwelten-Scheinwelten, irgendwo Asyl, Klangmusik H.E.Gödecke, KH Sootbörn
- 2016 Les petites chambres d’asile, Zeichnungen u.Texte zur Installation Hühnerhaus, Hamburg (E)
- 2015 AUS-SICHT-ANDERE RÄUME, Kunstverein Röderhof, Halberstadt (E)
- 2015 MANÈGE A TROIS, Westwerk, Hamburg, Ausst. mit Peter Heber und Inge Pries
- 2014 Fliegende Gärten, Gruppenausstellung Künstlerhaus Sootbörn, Hamburg
- 2013 Schnee, Gruppenausstellung Galerie Morgenland, Hamburg
- 2010 Positionen, Gedok Ludwigshafen
- 2009 Standpunkte, concentration knots, BBK Gruppenausstellung, Kunsthaus Hamburg
- 2008 Tentakel des Schleiers, Galerie ArtThiess, München (E)
- 2006 Bemäntelter Boden und Voyeure, Seitenschiff der Hauptkirche St. Jakobi Hamburg (E)
- 2006 Viel Nähe in großer Entfernung, Heidelberger Kunstverein mit Jan Kolata (Katalog)
- 2004 Unendliche Maske, Kunstverein Ebersberg e. V. (Katalog) (E)
- 2003 Versluited Gesichte, Galerie Jos Art, Amsterdam (E)
- 2002 Die unendliche Maske, Galerie Himmelheber, Heidelberg (E)
- 2000 Einladung zum Abendmahl, Künstlerhaus Sootbörn, Hamburg (E)
- 1999 Nature Morte, Galerie Ruth Sachse, Hamburg
- 1999 Hanglage, M.Conrad, S.Kramer, Ralf-Rainer Odenwald, Galerie Ruth Sachse, Hamburg
- 1998 Anna Selbdritt, Installation Verheißungskirche, Hamburg (E)
- 1998 Accrochage, Galerie Attorpa und Ett, Den Haag
- 1998 Space4time, K3 Kampnagel, Ausstellungsprojekt mit J.Bornefeld, I Gutbrot, S.Stuckert
- 1997 Raumfragen, Messberg Hamburg
- 1996 Quantisierter Garten, Kunstverein Stade (E)
- 1996 Verschleierte Räume, Oberlandesgericht Hamburg (E)
- 1996 Grafiken und Bilder, Galerie Schwarz (E)
- 1995 Kunststreifzüge, Staffel3, Ausstellung zur gleichnamigen NDR Filmreihe
- 1994 Große Köpfe, Galerie Hamburger Kunstprojekt

## Aktionen
- 1993 Eröffnung des Künstlerhaus Sootbörns
- 1993 Installation zu A. Artaud, Schauspielhaus Dresden (E)
- 1993 Schweißnähte der Nervenwaage, Bewegte Installation, Kunststück, Hamburg
- 1993 Dazwischen, Hamburger Kunstprojekt (E)
- 1992 Mietenbilder, Galerie Forum Nürnberg (E)
- 1992 Transparente Bilder, Stadtmuseum
- 1992 Artaudskizzen, Galerie Raute, Dresden (E)
- 1990 Menschenbilder, Galerie Hirsch-Fischer, Hamburg
- 1988 Rotationen, Galerie Hirsch-Fischer, Hamburg (E)